# Alfa Romeo 146
L'Alfa Romeo 146 est une automobile du segment C produite par le constructeur automobile italien Alfa Romeo de 1995 à 2001. Ce modèle (5 portes) était couplé à l'Alfa 145 (version 3 portes).
En 2001, l'arrivée de la l'Alfa Romeo 147 sonnera le glas de la 146, devenue subitement dépassée. Elle survivra toutefois encore un an, le temps que la 147 5 portes fasse son entrée sur le marché.